# Toxicocalamus longissimus
Espèce
Toxicocalamus longissimus est une espèce de serpents de la famille des Elapidae.

## Répartition
Cette espèce est endémique de la province de Milne Bay en Papouasie-Nouvelle-Guinée. Elle se rencontre sur Woodlark dans les îles Trobriand et sur Fergusson dans l'archipel d'Entrecasteaux.

## Description
Dans sa description Boulenger indique que les deux spécimens en sa possession mesurent environ 65 cm dont 4 cm pour la queue. Leur dos est brun-gris et leurs flancs blanchâtres. Leur ventre est blanc avec deux stries longitudinales brun-gris.

## Publication originale
- Boulenger, 1896 : Description of a new genus of Elapine snakes from Woolark Island, British New Guinea. Annals and Magazine of Natural History, ser. 6, vol. 18, p. 152 (texte intégral).